# Crimen (film)
Crimen è un film del 1960 diretto da Mario Camerini, contraddistinto da un cast di stelle: Alberto Sordi, Vittorio Gassman, Nino Manfredi, Dorian Gray, Franca Valeri, Silvana Mangano e Bernard Blier. Il film è ispirato ad un fatto di cronaca realmente accaduto nel 1907.

## Trama
Cinque persone, tutte accomunate dal fatto di essere su un treno diretto a Montecarlo, si ritrovano coinvolte nelle indagini relative all'omicidio di un'anziana milionaria di origine olandese. Gli sposi Remo e Marina, parrucchieri, sono attratti dal miraggio della fortuna nel gioco d'azzardo, con la quale contano di avviare un'attività in proprio; il commendatore Alberto Franzetti, dopo un fallito tentativo di "disintossicarsi" dal demone del gioco da Padre Pio da Pietrelcina, è di ritorno a Monaco, dove lo aspetta la moglie; la coppia di borgatari Quirino e Giovanna è impegnata nel riportare un cane alla milionaria olandese, sua proprietaria, per la lucrosa ricompensa.
I sei protagonisti, per differenti ragioni, vengono coinvolti dalla polizia che indaga sull'assassinio della vecchia milionaria. Tutti diffidenti nei confronti delle forze dell'ordine, mettono in atto dei goffi tentativi di dimostrare la loro estraneità al fatto, finendo però solo col compromettere sempre più la loro posizione agli occhi delle autorità inquirenti. Grazie però alle ricerche del commissario di polizia vengono alla fine prosciolti, mentre i veri colpevoli (che si erano ingegnosamente muniti di alibi) sono smascherati.
Quando poi, nel viaggio di ritorno in treno, uno sconosciuto è assassinato, i protagonisti, forti dell'esperienza di Montecarlo che ha insegnato loro che bisogna essere sempre collaborativi con le forze dell'ordine, si propongono come testimoni dei fatti. Un giornale rende notizia che i sei testimoni sono caduti in diverse contraddizioni nel fornire le loro versioni e titola: "Sono gli assassini?".

## Genere e personaggi
Il film è una parodia dei gialli in cui diversi personaggi sono sospettati di un delitto, ma è anche, benché ambientato a Montecarlo, una delle prime commedie all'italiana sul miracolo economico. Secondo Enrico Giacovelli quel che interessa di più agli autori non è la trama gialla, ma la descrizione di alcuni poveracci attratti dal miraggio della ricchezza facile; e i tre protagonisti maschili, presentati uno dopo l'altro nella prima sequenza, impersonano i tipi di italiano che saranno protagonisti della commedia all'italiana degli anni Sessanta: «il proletario cafone (Manfredi), il piccolo-borghese arrivista (Gassman), il borghese arrivato (Sordi)». Secondo Sergio Grmek Germani, tuttavia, prevale sugli altri il personaggio di Sordi, forse a causa dell'apporto determinante di Rodolfo Sonego alla sceneggiatura.

## Curiosità
Il film è in bianco e nero, ma i rotocalchi dell'epoca diedero molto spazio al fatto che Silvana Mangano, per girarlo, si era tinta i capelli di rosso.

## Remake
Il film ha avuto due remake: uno italiano, ambientato a Venezia, nel 1971, diretto dallo stesso Camerini ed interpretato da Gastone Moschin, Enrico Montesano, Alighiero Noschese e Gianrico Tedeschi, intitolato Io non vedo, tu non parli, lui non sente ed un altro statunitense, nuovamente ambientato a Montecarlo, nel 1992, diretto dall'attore Eugene Levy ed interpretato da John Candy, James Belushi, Cybill Shepherd, Ornella Muti e Giancarlo Giannini con il titolo di Sette criminali e un bassotto (Once Upon a Crime).